# Мураха Ленгтона
Мураха Ленгтона — двовимірний клітинний автомат з дуже простими правилами, винайдений Крісом Ленгтоном. Мураху можна також вважати двовимірною машиною Тюрінга з 2 символами і 4 станами.

## Правила

Перші 200 кроків

Мураха вибирається з квадрату

Розглянемо нескінченну площину, розбиту на клітинки, пофарбовані деяким чином в чорний і білий колір. Нехай в одній з клітин знаходиться «мураха», яка на кожному кроці може рухатися в одному з чотирьох напрямків в клітинку, сусідню по стороні. Мураха рухається згідно з такими правилами:
- На чорному квадраті — повернути на 90° вліво, змінити колір квадрату на білий, зробити крок вперед на наступну клітинку.
- На білому квадраті — повернути на 90° вправо, змінити колір квадрату на чорний, зробити крок вперед на наступну клітинку.

Ці прості правила викликають досить складну поведінку: після певного періоду досить випадкового руху мураха, мабуть, починає неодмінно будувати дорогу зі 104 кроків, яка повторюється нескінченно, незалежно від початкової розмальовки поля. Це наводить на думку, що «магістральна» поведінка є стабільним атрактором мурахи Ленгтона. Чи є «магістраль» єдиним атрактором при переміщенні мурашки?
Мураха Ленгтона також може бути описана як клітинний автомат, в якому майже все поле пофарбовано в чорно-білий колір, а клітинка з «мурахою» має один з восьми різних кольорів, що кодуює відповідно всі можливі комбінації чорного/білого кольору клітинки і напрямки руху мурахи.

## Розширення мурахи Ленгтона
Існує просте розширення мурашки Ленгтона, в якому використовується більше двох кольорів клітинок. Кольори змінюються циклічно. Для таких мурах існує також проста форма назви: для кожного наступного кольору використовується буква L або R (Л і П), в залежності від того, повертає мураха направо, чи наліво. Таким чином, мураха Ленгтона — це мураха RL.

Деякі з цих узагальнених мурах Ленгтона малюють візерунки, які стають все більш симетричними. Один з простих прикладів — мураха RLLR. Одна достатня умова цього полягає в тому, що ім'я мурашки, що розглядається як циклічний список, складається з послідовних пар повторюваних букв LL або RR (циклічність списку означає, що остання буква може об'єднуватися з першою).
- Приклади:
- RLR: Хаотичне зростання
- LLRR: Симетричне зростання
- LRRRRRLLR: Заповнює простір в квадраті навколо себе
- LLRRRLRLRLLR: Створює звивисту магістраль
- RRLLLRLLLRRR
- L2NNL1L2L1: гексагональне поле, зростання по кільцю
- L1L2NUL2L1R2: гексагональне поле, спіральне зростання
- R1R2NUR2R1L2: Анімація

На гексагональному полі існує 6 різних поворотів, які позначені тут як N (без змін), R1 (60° за годинниковою стрілкою), R2 (120° за годинниковою стрілкою), U (180°), L2 (120° проти годинникової стрілки), L1 (60° проти годинникової стрілки).

## Тюрміти

Приклади:
Приклади:
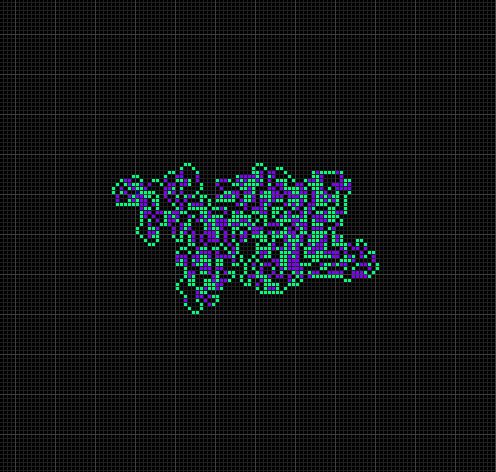
RLR: Хаотичне зростання
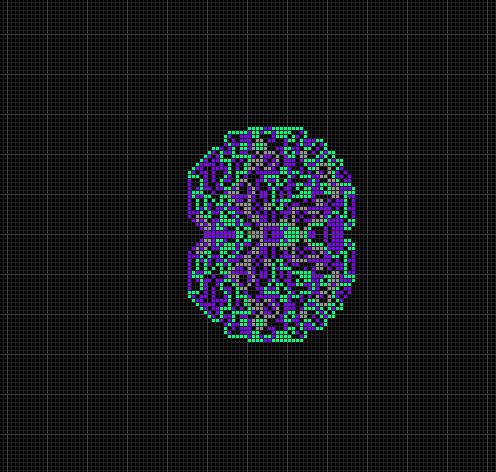
LLRR: Симетричне зростання
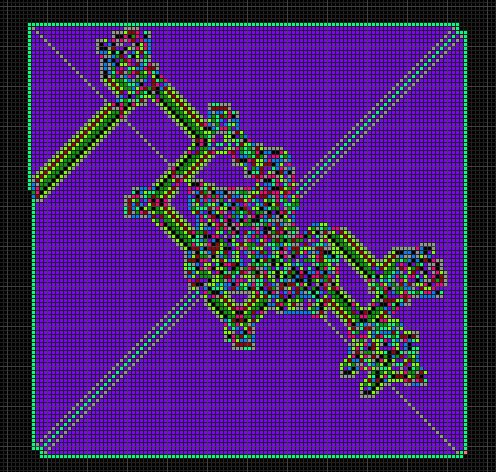
LRRRRRLLR: Заповнює простір в квадраті навколо себе
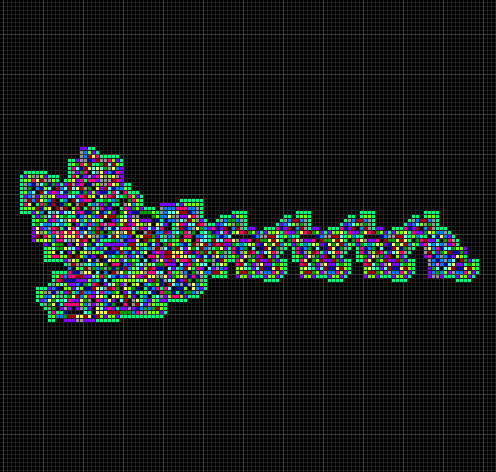
LLRRRLRLRLLR: Створює звивисту магістраль
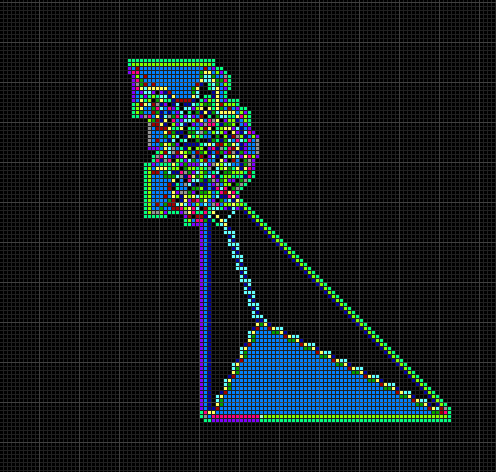
RRLLLRLLLRRR
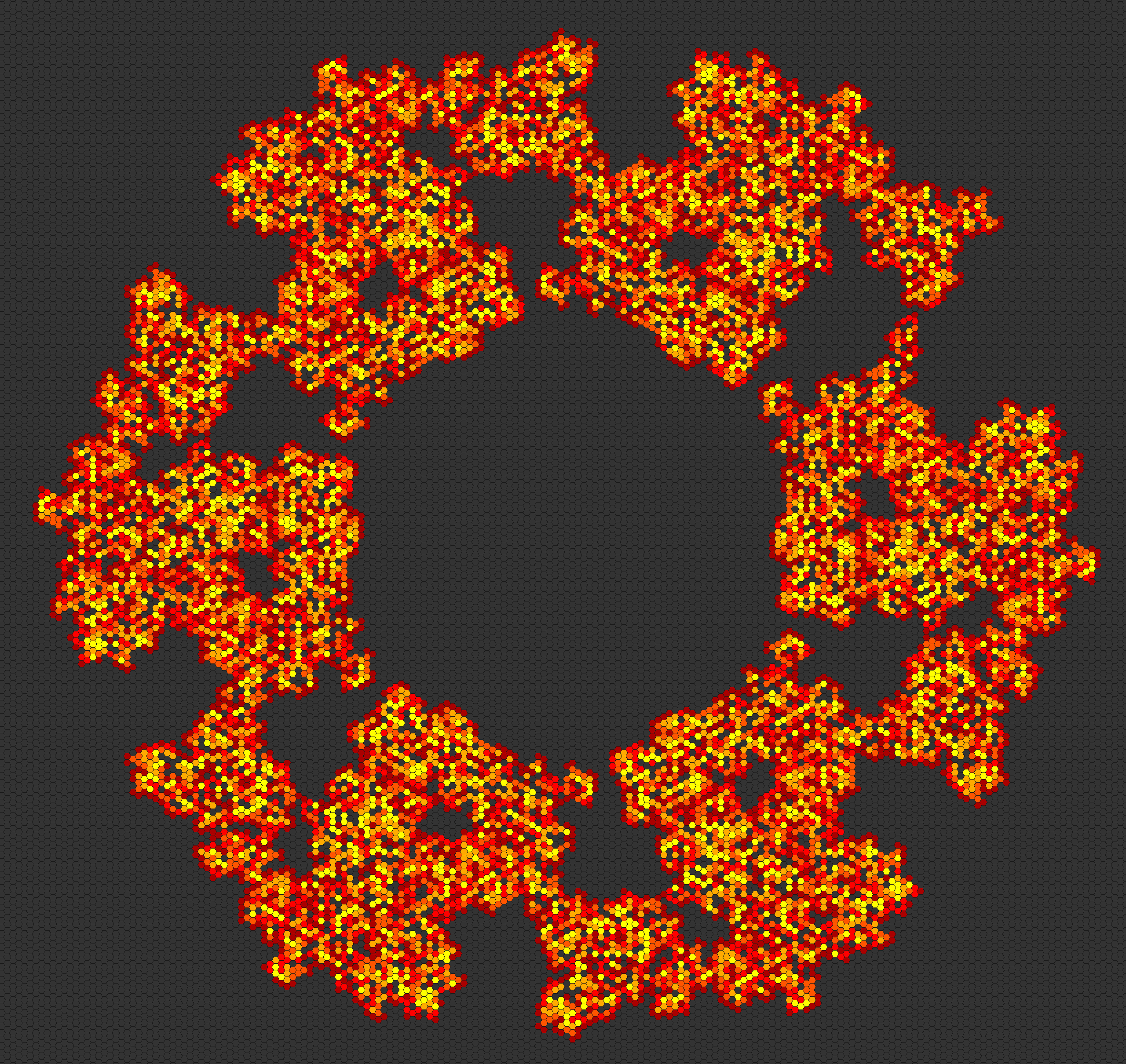
L2NNL1L2L1: гексагональне поле, зростання по кільцю
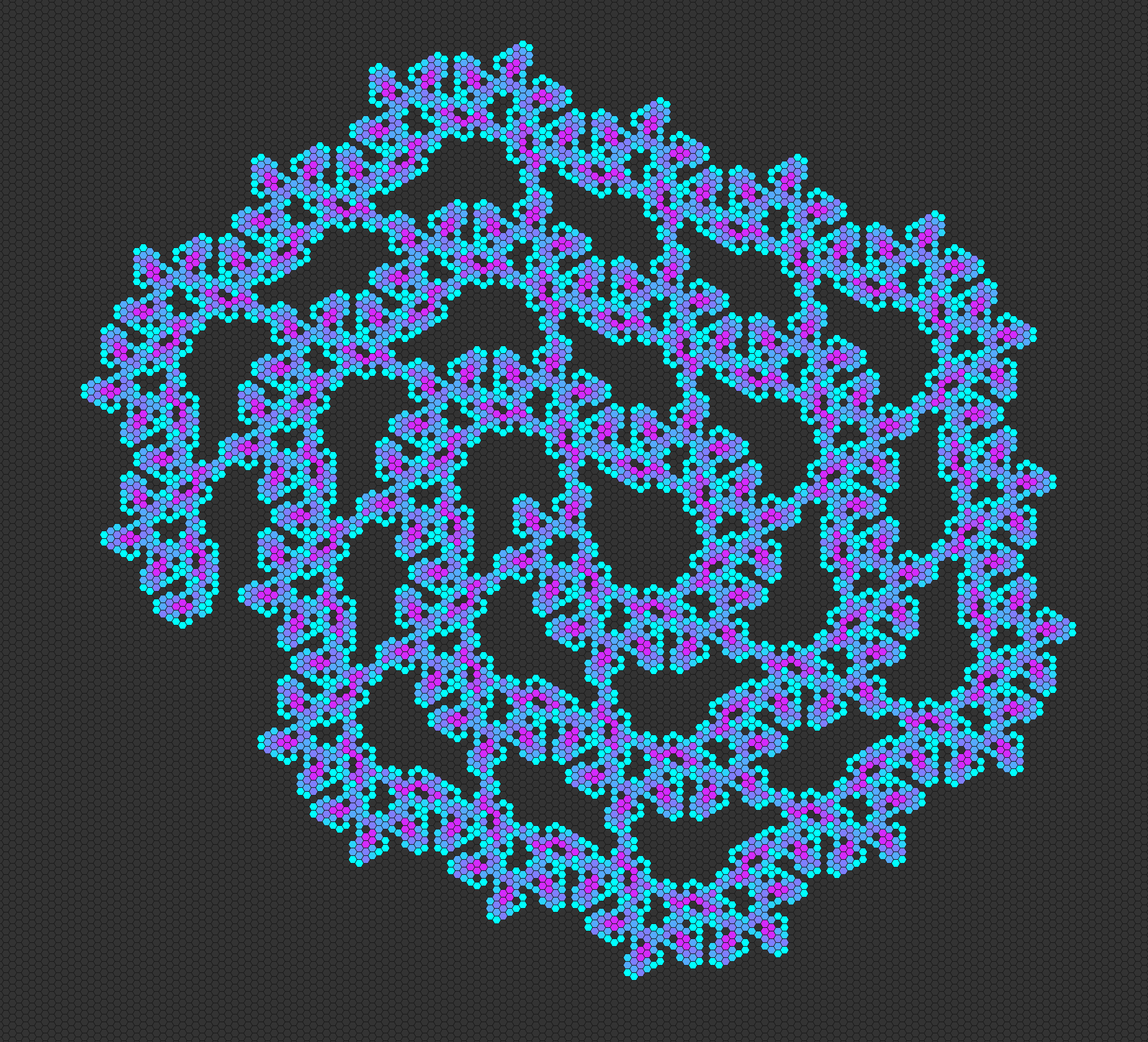
L1L2NUL2L1R2: гексагональне поле, спіральне зростання
R1R2NUR2R1L2: Анімація
Спіральний ріст
Напівхаотичний ріст